# Günter Baum
Günter Baum (nacido en 1960) es un político y activista LGTBI alemán.
Gunter, abiertamente homosexual, fundó dos ministerios cristianos en Alemania. 
La primera organización que fundó Baum fue Wüstenstrom, que forma parte del movimiento ex gay. El programa de la organización se basó originalmente en el programa estadounidense Desert Stream Ministries, aunque desde entonces el grupo ha cambiado su filosofía. Finalmente, Baum dejó "Wüstenstrom". 
Baum más tarde fundó una organización llamada Zwischenraum. Zwischenraum no es parte del movimiento ex gay, y los asociados no intentan cambiar la orientación sexual de nadie. En cambio, Zwischenraum acepta a las personas LGBT tal como son, y ayuda a las personas LGBT que tienen creencias teológicas evangélicas a reconciliar estas dos partes potencialmente conflictivas de sus identidades. 
Hoy Baum vive como un hombre abiertamente gay cerca de Basilea, Suiza. 